# Parkinsonia (plant)
Parkinsonia (synoniem: Cercidium) is een geslacht van bloemplanten in de familie van de vlinderbloemen (Fabaceae). Het geslacht bevat minstens twaalf soorten, die groeien in halfwoestijnen in Zuid- en Noord-Amerika en Afrika. Het geslacht is genoemd naar de Engelse botanicus John Parkinson (1567-1650).
Parkinsonia-soorten groeien als struiken of kleine bomen met een groene bast en doornige takken. Ze kunnen tot 12 m hoog worden en verliezen hun bladeren in het droge seizoen. De bladeren zijn geveerd of dubbelgeveerd van vorm en groeien in grote hoeveelheden kleine blaadjes, die opkomen aan het begin van het natte seizoen. De bloemen zijn symmetrisch en bezitten vijf witte of gele kroonbladeren. De vruchten bestaan uit een peul met daarin verschillende zaden. In Amerika worden de soorten vaak "palo verde" genoemd (Spaans voor: "groene stok") vanwege de groene kleur van de stam.

## Soorten
Afrika
- Parkinsonia africana, Sond., Botswana, Namibië, Zuid-Afrika;
- Parkinsonia anacantha, Brenan, Kenia;
- Parkinsonia raimondoi, Brenan, Somalië;
- Parkinsonia scioana, (Chiov.) Brenan, (Djibouti, Ethiopië, Somalië, Kenya;

Noord- en Zuid-Amerika
- Parkinsonia aculeata, L., zuiden van de V.S., Mexico, Argentinië, Galápagoseilanden;
- Parkinsonia carterae, westkust van Midden- en Zuid-Amerika van Mexico tot Ecuador;
- Parkinsonia florida, (Benth. ex A.Gray) S.Watson (syn. Cercidium floridum), zuidwesten van de V.S. en noordwesten van Mexico;
- Parkinsonia microphylla, Torr. (syn. Cercidium microphyllum), zuidwesten van de V.S. en noordwesten van Mexico;
- Parkinsonia praecox, (Ruiz & Pav.) J.A.Hawkins (syn. Cercidium praecox), Mexico tot Argentinië;
- Parkinsonia texana, (A.Gray) S.Watson (syn. Cercidium texanum), noordoosten van Mexico en Texas

... · 
Abrus · 
Acacia · 
Acosmium · 
Adenanthera · 
Adenocarpus · 
Adenodolichos · 
Adenopodia · 
Adesmis · 
Aenictophyton · 
Aeschynomene · 
Afzelia · 
Aganope · 
Albizia · 
Alhagi · 
Alysicarpus · 
Amblygonocarpus · 
Amherstia · 
Andira · 
Angylocalyx · 
Aotus · 
Anthyllis · 
Arachis · 
Archidendropsis · 
Aspalathus · 
Astragalus (hokjespeul) · 
Austrosteenisia · 
Baphia · 
Bauhinia · 
Brachystegia · 
Bolusafra · 
Butea · 
Caesalpinia · 
Cajanus · 
Calicotome · 
Carmichaelia · 
Carrissoa · 
Cassia · 
Castanospermum · 
Ceratonia · 
Chamaecytisus · 
Cicer · 
Clianthus · 
Clitoria · 
Cordyla · 
Coronilla · 
Crotalaria · 
Cyamopsis · 
Cyclopia (honingbos) · 
Cytisus · 
Dalbergia · 
Daviesia · 
Delonix · 
Derris · 
Dialium · 
Dicraeopetalum · 
Dichrostachys · 
Dipteryx · 
Enterolobium · 
Eperua · 
Erythrina (koraalboom) · 
Erythrophleum · 
Faidherbia · 
Genista (heidebrem) · 
Glycine · 
Glycyrrhiza · 
Hardenbergia · 
Hovea · 
Indigofera · 
Inga · 
Lathyrus · 
Lens · 
Lonchocarpus · 
Lotus (rolklaver) · 
Lupinus (lupine) · 
Macrotyloma · 
Medicago (rupsklaver) · 
Melilotus (honingklaver) · 
Mimosa · 
Mora · 
Myroxylon · 
Newtonia · 
Onobrychis · 
Ononis (stalkruid) · 
Ormosia · 
Ougeinia · 
Pachyrhizus · 
Parkia · 
Parkinsonia · 
Parochetus · 
Pericopsis · 
Phaseolus · 
Physostigma · 
Pisum (erwt) · 
Prosopis · 
Psophocarpus · 
Psoralea · 
Pterocarpus · 
Pueraria · 
Racosperma · 
Robinia · 
Rothia · 
Securigera · 
Senegalia · 
Senna · 
Serianthes · 
Sesbania · 
Sophora · 
Spartium · 
Sphenostylis · 
Streblorrhiza · 
Strongylodon · 
Stylosanthes · 
Styphnolobium · 
Swainsona · 
Tamarindus · 
Tephrosia · 
Teramnus · 
Tetragonolobus · 
Tetrapleura · 
Trifolium (klaver) · 
Trigonella (hoornklaver) · 
Ulex · 
Uraria · 
Vachellia · 
Vicia (wikke) · 
Vigna · 
Viminaria · 
Virgilia · 
Wisteria (blauweregen) · 
Zornia · 
Zygocarpum · 
...